# Biblia pauperum

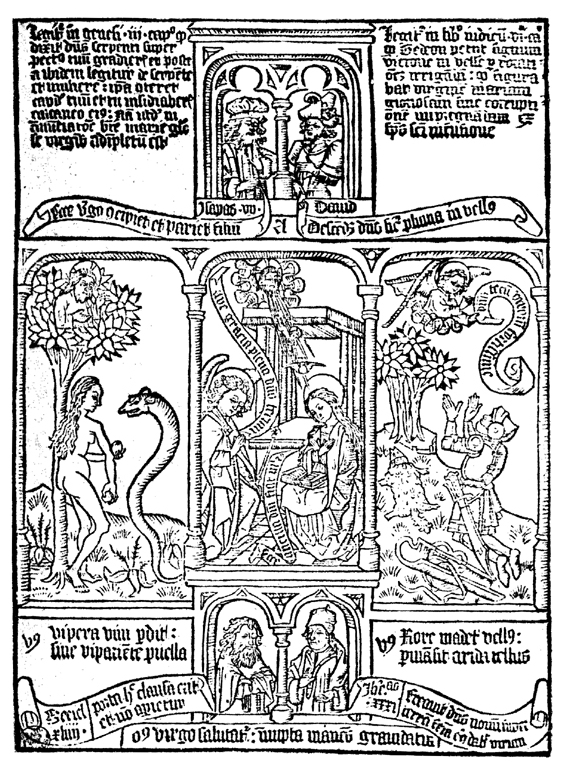
Tres episodios que ilustran las correspondencias tipológicas de la Biblia Pauperum entre el Antiguo y el Nuevo Testamento: Eva y la serpiente, la Anunciación y el milagro de Gedeón.

La Biblia pauperum (expresión en latín que significa Biblia de los pobres) es una colección de imágenes que enfrentan escenas de la vida de Jesús con las correspondientes paralelas a las de la historia antigua de Israel (Antiguo Testamento y Profetas), que según la tradición cristiana son anticipaciones de la vida de Cristo.
La Biblia pauperum, como Biblia con imágenes se desarrolló con fuerza a finales de la Edad Media. Buscaba representar la Biblia visualmente, pero de forma diferente a una simple ilustración de la misma, donde en lugar de que las imágenes estén subordinadas al texto, aquí es al revés, las imágenes tienen un breve texto o no lo tienen en absoluto. Las palabras habladas por los personajes en las miniaturas salen escritas en rollos de pergaminos que parecen salir de sus bocas, como si de una historieta moderna se tratara.
Esta forma es una simplificación de las Biblias moralizantes, que se pueden considerar similares, pero con más texto. Como éstas, las Biblias pauperum estuvieron escritas en la lengua vernácula, en lugar del latín.

## Estructura de laBiblia pauperum
La serie generalmente consta de cuarenta o cincuenta páginas y cada página se divide en nueve secciones. Las cuatro esquinas contienen textos explicativos, mientras que la imagen central representa una escena de la vida de Jesús, en orden cronológico. Arriba y abajo se muestran imágenes de profetas y en cada lado se presentan escenas del Antiguo Testamento. Se muestra el paralelismo entre los acontecimientos sucedidos en el Antiguo y el Nuevo Testamento según la tradición común de la iglesia cristiana reconociendo tipología y personajes, según enseña la liturgia y los Padres de la Iglesia.
Por eso a veces a la Bibliae pauperum se la llama "Figuræ typicæ Veteris Testamenti atque antitypicæ Novi Testamenti" en donde imagen "typos" del Antiguo Testamento es una anticipación del "antitypos" del Nuevo o incluso la Historia de Cristo en imágenes. 

## Evolución histórica
La invención de las imágenes de estos libros se atribuye a San Oscar, obispo de Bremen, según se indica en una nota a pie de página de una copia de Hanover. En la Catedral de Bremen existen restos de esta copia.
El nombre de Biblia pauperum no aparece originalmente. Se agrega posteriormente a un manuscrito en la biblioteca de Wolfenbüttel (Alemania) en la década de 1930, donde fue catalogada y así se convirtió en su nombre común. El motivo por el que se llamó así no está claro, tal vez porque era las Biblia de los pobres, es decir, aquellos que no habían recibido educación y al no saber leer, tenían la posibilidad de aprender a través de las imágenes.
Otras hipótesis afirman que proviene de "económica": si antiguamente los manuscritos eran el medio de conocimiento de la mayoría de la gente, cuando se introdujo la técnica de placas de impresión de imágenes, los libros de imágenes fueron los primeros que se imprimieron y tuvieron una gran difusión. No existe información precisa sobre las razones por las que estos libros se distribuyeron, probablemente para la educación religiosa o quizás para servir de modelo a los artistas. En cualquier caso, han ejercido una gran influencia en la difusión del conocimiento de los misterios de la fe, en los predicadores y los artistas. En Hirschau (Baviera) toda la serie de imágenes se reproduce en vidrieras. 
Sólo se conservan unos pocos ejemplares manuscritos de la Biblia pauperum que proceden de la escuela de Jan van Eyck. 
La xilografía apareció a principios del siglo XV y Sotheby contabiliza siete ediciones con esta técnica de impresión con plancha de madera. Sólo se imprime por una cara del papel y luego se pegan cada dos hojas para formar el libro. Cinco ejemplares se encuentran en la Biblioteca Nacional de París: cuatro tienen cuarenta placas con una de ellas coloreada a mano y la quinta tiene cincuenta placas.
La primera edición de tipos móviles fue impresa por Pfister en Bamberg en 1462. Las ediciones anteriores fueron escritas en latín, pero más tarde se imprimieron en lenguas vernáculas. Se publicó una edición en alemán (Armenbibel) en 1470. En 1503 en París, A. Vérard publicó Les Figures du Viel Testament et du Nouveau. 
Había alrededor de dieciocho ediciones incunables de Biblia pauperum que no fueron destinadas a ser adquiridas por los pobres (algunos manuscritos eran ostentosos y caros). No obstante, las versiones en tipos móviles eran mucho más baratas y probablemente asequibles por los párrocos. Las versiones más sencillas que fueron utilizadas probablemente por el clero les serviría para ayudarles a enseñar a los que no sabían leer, o sea, a la mayor parte de la población.
Un manuscrito iluminado del siglo XV conocido como la "Biblia de oro" se encuentra en la Biblioteca Británica. Contiene cincuenta páginas y cada una de las imágenes centrales de un acontecimiento de los Evangelios es acompañada por dos del Antiguo Testamento, ligeramente de menor tamaño, que prefiguran el central, de acuerdo con las creencias tipológicas de los teólogos medievales. Por ejemplo, la escena de Longinos, que está colgado como Jesús en la cruz, está acompañada por Eva junto a Adán por un lado y Moisés golpeando la roca para que fluya el agua en abundancia, por el otro.
Esta Biblia compitió con el Speculum humanae Salvationis (Espejo de la salvación humana), otra popular recopilación de vínculos tipológicos, con bastante más texto que la Biblia pauperum. Los programas iconográficos de estos libros los comparten muchas otras formas de arte medieval, como el vidrieras y las esculturas de temas bíblicos. Dado que los libros son más manejables y accesibles, pueden haber sido muy importantes para la transmisión de los nuevos desarrollos en las representaciones de los hechos. Así, escenas como la Anunciación a los pastores se puede contemplar en forma similar en diferentes fechas, arte y países.
En algunas ediciones impresas, el diseño original de la imagen y el texto se han modificado. En la segunda mitad del siglo XV estos libros eran muy populares. No obstante, con la mejora de los métodos de impresión se hizo posible la publicación de la totalidad del texto de la Biblia, enriquecido con ilustraciones, por lo que la Biblia pauperum fue cayendo en desuso hasta su desaparición.
Existen varias reproducciones en facsímil con introducciones históricas y bibliográficas como las de Berjeau (1859); Camesina y Heider (Viena, 1863), Unwin (Londres, 1884), con una introducción de Stanley Dean; Einsle (Viena, 1890); Laib y Schwarz (1892) y P. Heitz (1902).

## Extensión del término
La expresión biblia pauperum también se utiliza para describir la iconografía de una iglesia, especialmente cuando las pinturas y los frescos son muy numerosos y están organizados en una serie cronológica para ilustrar los episodios de la historia de Jesús, María, los Santos, o algún episodio de la Biblia. De esta manera, cualquier persona, incluso los más pobres y más ignorantes, podrían tener conocimiento de la historia de la salvación.